# 修理权
最终，欧盟于 2019 年 10 月通过立法，要求家电制造商在生产后十年内能够向专业维修人员提供替换零件。
修理权是设备所有者自由修改和修理汽车、电子产品和农用设备等产品的合法权利。許多公民為了實現修理权而向政府和國會施加压力以制定保护修理权的法律。
常见的维修障碍包括製造商要求用戶仅使用制造商的售後服务、維修工具和設備零件受限和软件障碍。
支持这项权利的人指出，它具有可负担性、可持续性以及危机时期关键物资的可用性等好处。

## 影响
虽然修理权最初主要是由汽车消费者保护机构和汽车售后服务行业推动的，但随着智能手机和电脑等消费电子产品的普及，适用于所有电子产品的维修权的讨论也逐渐受到关注。
除消费品外，医疗设备维修问题在2020年新冠疫情爆发之初就成为新闻焦点，当时医院难以对一些关键的医疗设备（例如呼吸机）进行维护。
由于许多维修店关门，这场疫情也被认为有助于“维修权”运动的发展。《经济学人》还指出，产品所有者应该能够维修产品，这是一种道德正义感或财产权。那些反对计划报废的人也注意到，产品的维修成本有时会超过重置成本，因为生产该产品的公司垄断了产品的维修，从而推高了价格。

## 定义
维修权是指技术、电子或汽车设备的最终用户有权免费维修这些产品。产品的一些值得注意的方面包括：
1. 该设备的构造和设计应便于维修；
2. 最终用户和独立维修提供商应该能够在公平的市场条件下获得原装备件和必要的工具（软件和物理工具）；
3. 从设计上来说，修复应是可行的，且不会受到软件编程的阻碍；并且
4. 制造商应清楚地传达设备的可修复性。

维修权的部分目标是主张维修而非更换，并使维修更经济实惠，从而实现更可持续的经济并减少电子垃圾。

### 易于维修的设计
使用胶水或专有螺丝会使维修更加困难。一般来说，专有零件和配件会使产品更难维修，比如苹果的“Lightning”充电端口和适配器，就需要非标准流程才能维修，这导致欧盟对小型设备的充电端口进行标准化，要求所有设备都使用USB-C。 

### 可获取的备件和工具
维修所需的零件和工具应该向所有人开放，包括消费者。

### 软件
零件配对是指公司不允许在没有密码的情况下更换零件，密码需由公司指定技术人员提供。诸如零件配对（设备的组件被序列化，不能与其他组件互换）之类的设备锁定新方法在制造商中越来越受欢迎，其中包括数字版权管理。使用经批准的零件可能会增加维修成本，导致许多消费者加快新设备的升级周期。
除了能够获得软件更新之外，安装第三方软件的能力也被提及是一个主要目标，例如，这将允许某些设备随着时间的推移而进行调整。

### 透明度
手册和设计图应免费提供，帮助消费者了解如何修理他们的设备。
| 可修复性方面               | 范围  | 管辖权   |
| -------------------------- | ----- | -------- |
| 可修复性记分卡             |       | 法国     |
| 标准化零件                 | USB-C | 欧洲联盟 |
| 零件配对                   |       | 俄勒冈州 |
| 允许第三方软件             |       |          |
| 软件更新支持               |       |          |
| 出售备件                   |       |          |
| 可以轻松找到维修所需的工具 |       |          |
| 手册和设计图可免费获取     |       |          |

## 历史
| 本节中的示例和观点主要涉及美国，并不代表对该主题的世界观。（2023 年 3 月） |

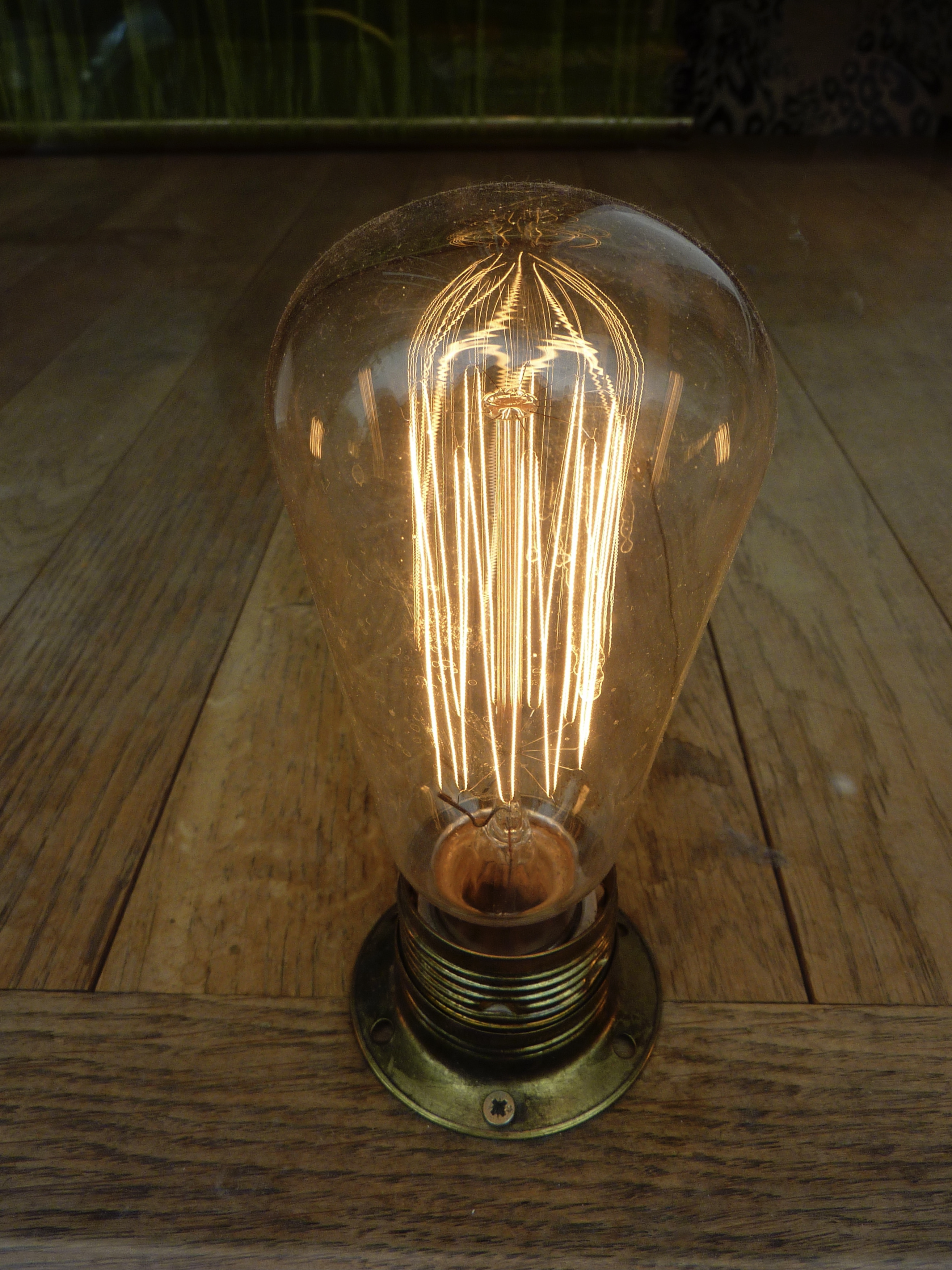
人们常说Phoebus 集团是计划报废的典型例子。

通用汽车公司高管阿尔弗雷德·P·斯隆大规模推行了持续更新产品以创造最新一代产品持续需求的战略。通用汽车取代福特成为美国最大的汽车制造商，每年推出新产品的计划报废策略在美国经济的各个行业中得到广泛采用，并最终于 1933 年被福特采用。
汽车行业率先提出了认证维修的概念：从 20 世纪 10 年代开始，福特就建立了认证经销商和服务网络，以推广福特生产的零部件，而不是独立维修店和售后零部件。福特还推动认证维修店之间的统一定价，即使是不同的维修也必须收取固定费用。汽车和零部件的年度更新使独立维修店更难以维持零部件库存。
一些法院案件要求将含有维修或翻新部件的产品标记为“二手”。
1947 年，一位企业主正在翻新旧火花塞并转售。但是，他以商标名称转售它们。这引发了一场诉讼，该诉讼为立法提供了框架，该立法规定，只要贴有正确的标签，就有权转售经过修理或翻新的物品。
Champion Spark Plug Co. 诉 Sanders 案为 FTC 指南提供了基础，该指南规定，只要贴有标签，就有权转售经过修理或翻新的物品，且不可侵犯。该裁决还为商标指南提供了框架，涉及以同名商标转售二手商品。
FTC 指南第 16 章第 I 章 B 分章第 20 部分提供了有关“重建”、“翻新”或“再制造”物品标签的指导和规定，以防止在汽车行业销售零部件时获得不公平的竞争优势。因此，该指南允许企业修复物品，以便日后转售。
一些制造商转向更易于维修的设计。苹果公司迅速崛起，成为最大的电脑制造商之一，它销售的第一批电脑都配有电路板说明、易于更换的部件和清晰的维修说明。
计算机软件源代码的版权也成为限制可修复性的借口。在美国， 1998 年的数字千年版权法禁止修复，除非获得例外。随着软件在各种设备和器具中越来越普遍，该法案被用来阻止修复。
为了防止墨盒 被重新注墨，制造商开始在墨盒中植入微芯片，计算墨盒的墨水量和使用情况，导致重新注墨变得困难甚至不可能。最高法院于 2017 年在Impression Prods., Inc. v. Lexmark Int'l, Inc.案中裁定，转售和翻新产品是合法的。 截至 2022 年，有关打印机使用寿命和可维修性的投诉仍然存在。

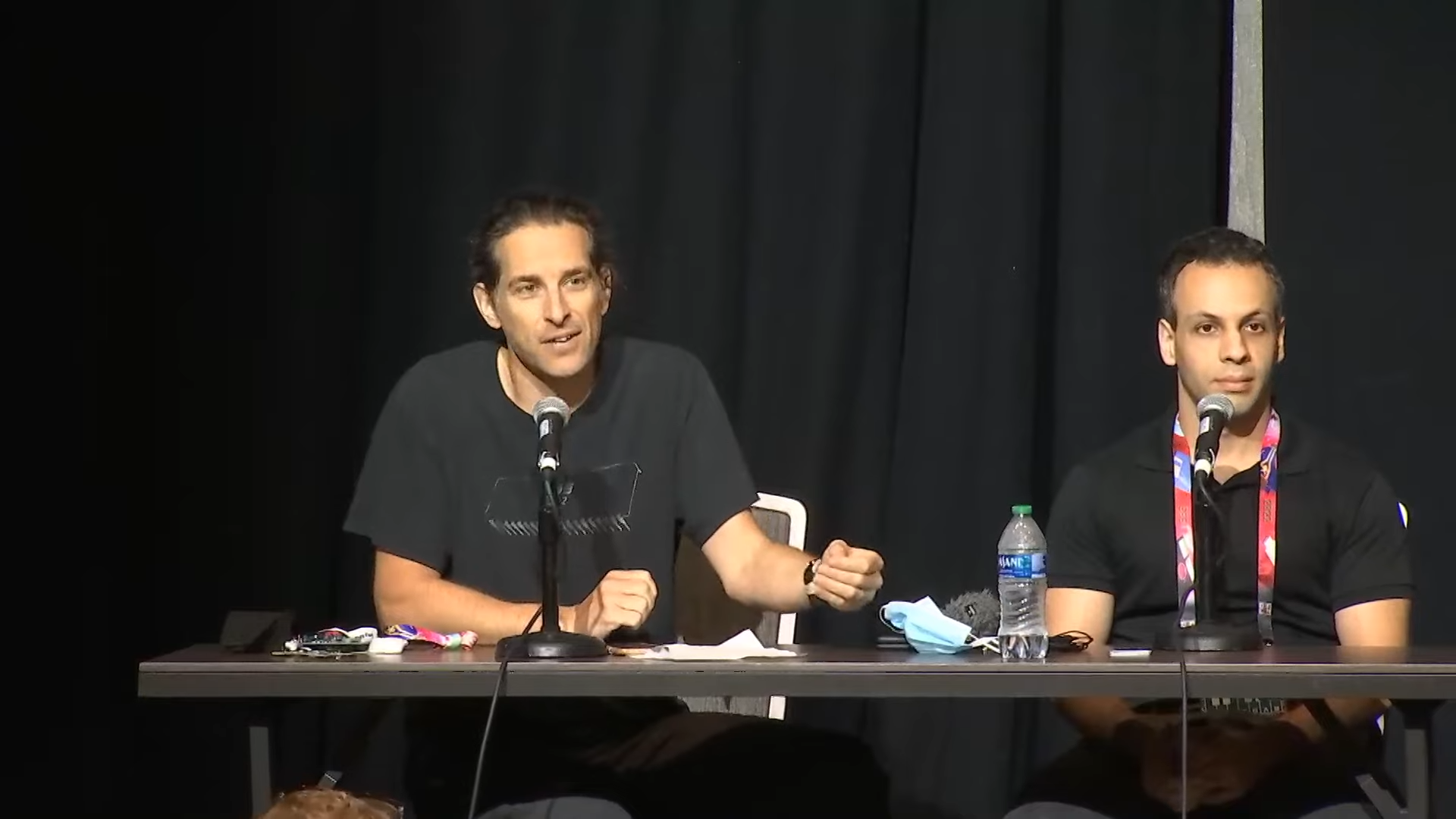
维修权活动人士在会议上发言

21 世纪初，汽车行业否决了第一份针对汽车行业的维修权法案提案。尽管由汽车行业支持的组织国家汽车服务工作组 (NASTF) 于 2001 年建立了一个用于获取制造商信息和工具的在线目录，Terrance Group 进行的一项研究发现，大约 59% 的独立维修服务仍在努力获取制造商的诊断工具和零件。 [需要非主要来源]汽车总物料清单中电子元件的份额也从 1970 年代的 5% 上升到 2000 年的 22% 以上。汽车日益混合动力化，需要特殊工具，制造商只能与授权维修服务共享。s
随着越来越多的法律提案和法院判决的出台，汽车和其他行业的维修权趋势日益受到关注。尽管最初是由汽车 消费者保护机构和汽车售后服务行业推动的，但随着智能手机和电脑等消费电子产品的广泛使用，以及先进的计算机化集成到农业设备中，为任何类型的工业生产设备确立维修权的讨论也越来越受到关注。这场运动也得到了旨在减少电子垃圾的气候变化活动人士的支持。
| 年   | 活动                                                     | 描述 | 笔记                                                                                                   |
| ---- | -------------------------------------------------------- | --- | --- |
| 2012 | 马萨诸塞州通过汽车维修权法案                             | 要求制造商向车主和独立维修店提供与经销商和授权维修店相同的诊断和维修信息。                              | 美国第一部汽车维修权法案                                                                               |
| 2014 | 美国通过一项允许手机解锁的法案                           | 使消费者能够解锁他们的手机，以便将其带到最适合他们需求的运营商。                                        | 强制移动运营商解锁手机                                                                                 |
| 2015 | 美国国会图书馆裁定支持《数字千年版权法》中的修复相关豁免 | 对依赖版权软件运行的消费设备提供广泛的保护。                                                            | DMCA 法案版权保护规避维修豁免                                                                          |
| 2021 | 法国创建可修复性指数                                     | 1-10 的评级可衡量设备的可修复程度。                                                                     | 这是第一个这样做的政府，其做法效仿了 iFixit 的记分卡。                                                 |
| 2021 | 英国现行《维修权法》（2021 年法定文书第 745 号）         | 要求制造商为某些新型白色家电和电视提供维修信息和可供维修长达十年的备件。                                | 电子设备制造商需要能够向消费者提供“简单、安全”维修的备件，并向维修店提供复杂的零件。                   |
| 2022 | 纽约颁布《数字公平修复法案》                             | 要求原始设备制造商向独立维修提供商和消费者提供数字电子零件和设备的诊断和维修信息。                      | 美国第一个颁布涵盖消费电子产品维修权法律的州                                                           |
| 2023 | 科罗拉多州颁布《消费者维修农业设备权利法案》             | 要求农业设备制造商向业主或独立维修提供商提供维修其设备的资源和信息。                                    | 美国第一个颁布涵盖农业设备的“维修权”法律的州                                                           |
| 2023 | 明尼苏达州通过法律                                       | 要求某些电子产品制造商向独立维修提供商和消费者提供用于诊断、维护或维修的文档、零件和工具。              | 这是第一部针对家用电器的维修权法；The Verge 称其“具有开创性”                                           |
| 2023 | 加州颁布了《维修权法案》                                 | 要求电子和/或家电产品制造商向所有者、服务和维修机构以及服务经销商提供用于诊断和维修的文档、零件和工具。 | Engadget认为，该法案将成为未来联邦立法的典范。                                                         |
| 2024 | 欧盟通过了一套维修权规则                                 | 旨在让消费者更轻松、更经济地修理他们的商品。                                                            | 这些规则尚未最终确定，因为它们必须由成员国采纳并经理事会批准。他们寻求激励消费者设备维修，而不是更换。 |
| 2024 | 俄勒冈州从 2025 年开始禁止汽车零件配对                   | 禁止一种被称为“零件配对”的做法，这种做法可用于阻止消费者安装某些零件。                                  | 据《连线》杂志报道，这是第一部这样做的法律                                                             |
| 2024 | 科罗拉多州通过消费者维修数字电子设备权法案               | 扩大维修权法规的范围，涵盖 2021 年 7 月 1 日或之后在科罗拉多州首次制造、销售或使用的数字电子设备。      | “ ...全国最全面的修复权法案”                                                                           |

2012 年，马萨诸塞州通过了美国第一部汽车行业维修权法，首次成功实施了维修权，该法要求汽车制造商直接向消费者或独立机械师出售与过去专门向其经销商提供的相同的服务材料和诊断工具。  因此，主要的汽车贸易组织于 2014 年 1 月签署了一份谅解备忘录，以马萨诸塞州的法律为基础，从 2018 汽车年开始在全美 50 个州实施。
据《时代》杂志报道，苹果、约翰迪尔和 AT&T 等公司都曾游说反对 "维修权 "法案，并在问题的正反两方制造了许多来自高科技和农业部门的 "奇怪伙伴"。 科技行业通过 TechNet 、娱乐软件联盟（"ESA"）等组织游说反对。 设备制造商协会（"AEM"）及其经销商同行设备经销商协会的 2018 年《原则声明》成为媒体反击的对象，因为 2021 年 1 月，承诺的完整维修手段尚未明显可用。
2017 年底，旧款 iPhone 用户发现有证据表明，最近更新的手机操作系统 iOS 正在节流手机性能。  这导致有人指责苹果公司破坏旧款 iPhone 的性能，以迫使客户更频繁地购买新机型。 苹果公司对这一假设意图提出了质疑，相反，它表示该软件的目标是防止过度消耗随着时间推移而老化的锂离子电池，以避免手机意外关机。 此外，苹果公司允许用户在 iOS 更新中禁用该功能，但建议用户不要这样做。 此外，苹果公司允许受影响的 iPhone 用户在未来 6 个月内以较低的服务成本（29 美元，而不是 79 美元）获得更换手机电池的服务。 然而，"维修权 "运动认为，最好的结果是苹果允许消费者购买第三方电池，并拥有以较低成本更换电池的说明。
2018 年 4 月，美国联邦贸易委员会向六家汽车、消费电子产品和视频游戏机制造商（后来通过信息自由法案要求披露）发出通知，称其保修做法可能违反《马格努森-莫斯保修法》，其中包括现代、华硕、HTC、微软、索尼和任天堂。 美国联邦贸易委员会特别指出，告知消费者如果破坏了设备包装上的保修贴纸或封条、使用第三方更换部件或使用第三方维修服务，保修就会失效是一种欺骗行为，因为这些条款只有在制造商提供免费保修服务或更换部件时才有效。 索尼和任天堂在发布这一通知后都发布了更新的保修声明。
2018 年 4 月，美国公共利益研究集团发表声明，为埃里克-伦德格伦因制造 "还原磁盘 "以延长计算机寿命而被判刑辩护。
2018 年，扩大了对 "陆上机动车辆 "进行软件修改的豁免范围，允许设备所有者聘请第三方协助进行修改。 这些变化得到了美国农场局联合会的认可。 在 2021 年的建议中，国会图书馆进一步扩大了豁免范围，对汽车、船只、农用车辆和医疗设备的维修权给予了有利的考虑，并修改了与其他消费品相关的先前规则。
参议员伊丽莎白-华伦（Elizabeth Warren）在竞选总统的过程中，于 2019 年 3 月制定了与农业相关的立法计划，她表示打算提出立法，以确认维修农业设备的权利，并可能将其扩大到其他电子设备。
2019 年 8 月，苹果公司宣布了一项计划，独立维修店可以购买苹果产品的官方替换零件。 一些运营商获得了其 "IRP "计划的授权，但许多规模较小的维修运营商因法律上的繁琐负担而回避了这一选择。
2010 年代，自己动手修理设备的趋势从东方蔓延到西欧。 2017 年 7 月，欧洲议会批准了关于各成员国应通过法律赋予消费者维修电子产品权利的建议，这是对 2009 年颁布的《生态设计指令》（Ecodesign Directive）更大规模更新的一部分，该指令呼吁制造商生产更节能、更清洁的消费设备。这些建议将设备的维修能力视为减少环境浪费的一种手段。 根据这些建议，欧盟开始着手制定支持这些建议的法律指令，然后由各成员国通过法律来满足指令的要求。冰箱和洗衣机等消费电器是首批重点关注的领域之一。有些装配使用的是粘合剂而不是机械紧固件，这使得消费者或维修技术人员无法进行非破坏性维修。家电的维修权是欧洲消费者团体和家电制造商之间争论和游说的焦点。 最终，欧盟于 2019 年 10 月通过立法，要求家电制造商在生产后十年内能够向专业维修人员提供替换零件。该立法并未涉及与维修权相关的其他方面，活动人士指出，这仍然限制了消费者自行维修的能力。 瑞典还为自己修理商品的人提供税收减免。
欧盟还制定了循环经济指令，旨在通过回收利用和其他计划减少温室气体排放和其他过量废物。 2020 年 "循环经济行动计划 "草案包括欧盟公民的电子产品维修权，允许设备所有者只更换故障部件，而不是更换整个设备，从而减少电子产品的浪费。 该行动计划还包括更多有助于实现维修权的标准化内容，例如移动设备上的通用电源接口。
在 COVID-19 大流行期间，医疗设备成为许多医院的关键设备，iFixit 和一个志愿者团队利用从医院、医疗机构和 Frank's Hospital Workshop 等网站众包的信息，出版并提供了已知最大的医疗设备手册和服务指南集。 iFixit 发现，与消费类电子产品一样，一些较为昂贵的医疗设备也采用了一些手段，使最终用户难以进行非例行维修，并需要经过授权的维修流程。
2020 年马萨诸塞州问题 1 获得通过，更新了之前关于汽车修理的措施，纳入了车辆电子数据。 在 2023 年 6 月生效之前，联邦国家公路交通安全管理局（National Highway Traffic Safety Administration）指示制造商不要理会马萨诸塞州 2020 年的法律，声称该法律受联邦法律管辖，因为向其他组织开放远程信息处理系统可能会使汽车更容易受到电脑黑客的攻击。 (马萨诸塞州在诉讼中对这两种说法都提出了质疑）。
2021 年 5 月，美国联邦贸易委员会（FTC）向国会提交了一份题为 "Nixing the Fix "的报告，报告概述了围绕企业限制消费品维修政策的问题，认为这些政策违反了贸易法，并概述了为更好地执行这一政策可以采取的措施。  这包括相关行业的自律，以及扩大现有法律（如《马格努森-莫斯保修法》）或制定新法律，使联邦贸易委员会能够更好地执法，保护消费者免受过度热心的维修限制。
2021 年 7 月，拜登政府向联邦贸易委员会和农业部发布了一项行政命令，以广泛改善消费者和农民获得维修的机会。  给美国联邦贸易委员会的行政命令包括指示其制定规则，防止制造商阻止车主或独立维修店进行维修。 大约两周后，美国联邦贸易委员会一致投票决定执行维修权政策，并考虑对限制独立维修店维修工作类型的公司采取行动。
苹果公司于 2021 年 11 月宣布，将允许消费者订购零部件并对苹果产品进行维修，最初是 iPhone 12 和 13 设备，但最终将推广到 Mac 电脑。 维修权 "倡导者路易斯-罗斯曼（Louis Rossmann）认为该计划是朝着正确方向迈出的一步，但他批评该计划遗漏了某些零部件，而且在订购零部件前需要输入序列号。
2021 年，法国从 iFixit 的记分卡中汲取灵感，创建了可修复性评分系统。 法国表示打算将其合并为 "耐用性指数"，同时考虑物品的预期使用寿命。
2022 年，苹果公司开始允许客户维修电池和屏幕。 此外，苹果公司还禁止公司在未经许可的情况下维修或翻新苹果产品。 这些行为激怒了消费者，他们认为苹果反对维修权。
2022 年，Framework Computer、Adafruit、Raspberry Pi 等计算机系统开始共享可替换零件的 3D 打印模型。
2022 年 12 月 28 日，纽约州州长凯西-霍赫尔（Kathy Hochul）在州参议院通过《数字公平维修法案》近七个月后，将其签署成为法律。该法律规定了消费者和独立维修商从制造商处获取手册、图表和原装零件的权利，尽管 The Verge、Engadget 和 Ars Technica 指出，由于在最后一刻为原始设备制造商提供了例外，该法案的力度有所减弱。它将适用于 2023 年在该州销售的电子设备。
约翰迪尔于 2023 年 1 月宣布与美国农场局联合会签署谅解备忘录，同意美国农民有权自行维修设备或在美国的独立维修店进行维修。 消费者和独立维修中心仍将受到约束，不得泄露某些商业机密，也不能篡改或覆盖排放控制设置，但在其他方面可以按照自己的意愿自由维修。
2023 年，三位商学教授警告说，维修权法本身可能会产生意想不到的后果，包括激励公司生产成本更低、可修复性或耐用性更差的廉价产品，或提高物品的初始销售价格。
作为《数字千年版权法》豁免三年期审查的一部分，美国版权局批准了一项以维修和维护为目的绕过零售级商业食品加工设备技术控制的豁免。 众所周知，由于第三方无法维修这些设备，导致许多麦当劳冰淇淋机无法使用，因为制造商泰勒公司只允许自己维修这些机器。

## 已颁布的立法

### 美国
| 国家         | 法律                         | 法案                    | 生效日期          |
| ------------ | ---------------------------- | ----------------------- | ----------------- |
| 加利福尼亚州 | PRC § 42488–42488.3          | 2023–24 SB 244          | 2024年            |
| 科罗拉多州   | C.R.S. § 6-1-1501 – 6-1-1505 | HB23-1011               | 2024年            |
| 科罗拉多州   | C.R.S. § 6-1-1501 – 6-1-1505 | HB24-1121               | 2026年            |
| 马萨诸塞州   |                              | 汽车维修权              |                   |
| 马萨诸塞州   |                              | 2020 年马萨诸塞州问题 1 | TBD               |
| 明尼苏达州   | MN Stat. § 325E.72           | 2023 SF 2744            | 2024年            |
| 纽约州       |                              | 数字公平修复法          | 2023 年 7 月 1 日 |
| 俄勒冈州     | TBD                          | 2024 SB1596             | 2027年            |

### 欧洲联盟
欧盟《维修权指令》（R2RD）于 2024 年 5 月 30 日通过，该指令要求制造商提供高效且经济实惠的维修服务，同时确保消费者了解自己的维修权利。 在此之前，欧盟的维修权由《商品销售指令》和《生态设计指令》下针对不同产品的委员会条例规定。

## 更多
- 反编译
- DIY
- 开放式设计运动
- 开放源代码
- 修补程式
  - 非官方补丁
- 修理咖啡馆
- 维修垄断
- 逆向工程
- 收回系统
- 工具库

## 更多阅读
- McKeesick，Mandy（2025 年 1 月 25 日）。 "'我们被愚弄了'： 澳大利亚农民希望重新获得自己修理拖拉机的权利"。 《卫报》。 2025 年 1 月 26 日检索。